# Karanggeneng (Kunduran)
Karanggeneng is een bestuurslaag in het regentschap Blora van de provincie Midden-Java, Indonesië. Karanggeneng telt 2918 inwoners (volkstelling 2010).